# Хайкіна Дора Гіршівна
Хайкіна Дора Гіршівна (1913, Чернігів — 2006, Хайфа) — єврейська поетеса. Писала мовою їдиш.

## Біографія
Дора Хайкіна народилася в Чернігові. З шести років виховувалася в денному єврейському дитячому будинку. У 1932 році закінчила Київський планово-економічний технікум.
З 1932 по 1936 рік співробітниця Інституту пролетарської єврейської культури АН УРСР. Хайкіна пропрацювала там до його реорганізації у кабінет єврейської культури. У 1941–1945 жила в евакуації в м. Кустанай. 19 липня 1945 у клубі Спілки радянських письменників України відбувся творчий вечір єврейської поетеси Дори Хайкіної, на вечері зачитано окремі поезії з циклів написаних у дні війни.  [Архівовано 29 червня 2016 у Wayback Machine.]
У 1993 році після приїзду в Ізраїль в колі сім'ї Дора Хайкіна відзначила своє 80-річчя. В цей час в Будинку літераторів у Києві відбувся урочистий вечір, присвячений її ювілею.

## Творчість
Надруковано в Україні мовою їдиш:
- «Лідер» («Вірші», 1938)
- «Лідер ун баладес» («Вірші та балади», 1941)
- «Фун но майне вегн» («З усіх моїх доріг», 1975)
- збірка оповідань і новел «Люціес лібе» («Люцина любов», 1983)
- збірка нарисів «Брів цу куменліхе дойрес» («Листи до майбутніх поколінь», 1988)

У перекладі українською видані поетичні збірки «Життя іде» (1962), «Кінець літа» (1968), «Квіти засніжених гір» (1975), «Поезії» (1979), «Вдячність» (1984), «Вибране» (1983), книга прози «Мрійніця» (1981).